# Carlos Arias Torrico
Carlos Arias Torrico (ur. 26 sierpnia 1956 w Cliza) – boliwijski piłkarz występujący na pozycji obrońcy.
Trzykrotny uczestnik Copa América: 1983, 1987 oraz 1989.